# 山内和宏
山内和宏（1957年9月1日—）為日本的棒球選手，出生於静岡縣。他曾效力於日本職棒福岡軟體銀行鷹等，守備位置為投手，1992年退休，生涯通算97勝。